# Радзинь-Хелмінський
Радзинь-Хелмінський (пол. Radzyń Chełmiński, нім. Rehden) — місто в північній Польщі, в районі Хелмінських озер.
Належить до Грудзьондзького повіту Куявсько-Поморського воєводства.

## Демографія
Демографічна структура станом на 31 березня 2011 року:
|          | Загалом | Допрацездатний вік | Працездатний вік | Постпрацездатний вік |
| -------- | ------- | ------------------ | ---------------- | -------------------- |
| Чоловіки | 19      | 5                  | 9                | 5                    |
| Жінки    | 16      | 6                  | 5                | 5                    |
| Разом    | 35      | 11                 | 14               | 10                   |